# Robinson Jeffers
John Robinson Jeffers (Allegheny, 10 de enero de 1887-Carmel-by-the-Sea, 20 de enero de 1962) fue un poeta estadounidense.

## Biografía
Estudió medicina, silvicultura y otras materias en la Universidad de Washington, en la Universidad del Sur de California y en la Universidad de Zúrich (Suiza). Desde 1913 residió en Carmel (California), y el campo adyacente se convirtió en el escenario habitual de sus poemas. Sus temas principales son la grandeza y belleza de la naturaleza, la relativa insignificancia e inutilidad del hombre moderno y el consiguiente bien que se puede encontrar incluso en fuerzas negativas o destructivas, como la guerra. Su primer volumen de poemas, Flagons and Apples (1912), se considera poco característico.
Sus obras posteriores, incluidos varios poemas narrativos largos, con frecuencia hacen uso de materiales extraídos de la cultura griega antigua y están llenas de incidentes de violencia y perversión sexual, simbólicos de eventos sociales o cósmicos más grandes. Se consideran característicos de la obra madura de Jeffers Tamar and Other Poems (1924); Roan Stallion (1925), es una narración alegórica en verso libre incluida en una nueva edición del volumen anteriormente nombrado. Otros de sus trabajos son: The Women at Point Sur (1927); Cawdor and Other Poems (1928); Dear Judas and Other Poems (1929); Descent to the Dead (1931); Thurso's Landing and Other Poems (1932); Give Your Heart to the Hawks (1933); Solstice and Other Poems (1935); The Double Axe (1948).
Autor controvertido, su poesía se relaciona con la tragedia del mundo moderno y del destino de la humanidad, cuya vida se presenta como una lucha inmersa en una red de pasiones.
En septiembre de 2016 es publicada por primera vez en España una antología bilingüe de sus poemas. También algunos inéditos. Titulada "El último cantor de Walt Whitman", editada por 'Huerga y Fierro editores', ISBN 978-84-945021-0-1. Con la traducción, selección, notas y estudio preliminar de Antonio Cruz Romero.